# CDMA
CDMA (англ. Code Division Multiple Access — множественный доступ с кодовым разделением (МДКР)) — технология связи, обычно радиосвязи, при которой каналы передачи имеют общую полосу частот, но разные кодирующие последовательности. Наибольшую известность на бытовом уровне получила после появления сетей сотовой мобильной связи, использующих её.

## Принцип работы
Для радиосистем существует два основных ресурса — частота и время. Разделение пар приёмников и передатчиков по частотам таким образом, что каждой паре выделяется часть спектра на всё время соединения, называется FDMA (Frequency Division Multiple Access). Разделение по времени таким образом, что каждой паре приёмник-передатчик выделяется весь спектр или большая его часть на выделенный отрезок времени, называют TDMA (Time Division Multiple Access). В CDMA (Code Division Multiple Access) для каждого узла выделяется весь спектр частот и всё время. CDMA использует специальные коды для идентификации соединений.
Каналы TRAFIK при таком способе разделения среды создаются посредством применения широкополосного кодомодулированного радиосигнала — шумоподобного сигнала, передаваемого в общий для других аналогичных передатчиков канал в едином широком частотном диапазоне. В результате работы нескольких передатчиков эфир в данном частотном диапазоне становится ещё более шумоподобным. Каждый передатчик модулирует сигнал с применением присвоенного в данный момент каждому пользователю отдельного числового кода, приёмник, настроенный на аналогичный код, может вычленять из общей какофонии радиосигналов ту часть сигнала, которая предназначена данному приёмнику. В явном виде отсутствует временное или частотное разделение каналов, каждый абонент постоянно использует всю ширину канала, передавая сигнал в общий частотный диапазон и принимая сигнал из общего частотного диапазона. При этом широкополосные каналы приёма и передачи находятся на разных частотных диапазонах и не мешают друг другу.
Полоса частот одного канала очень широка, вещание абонентов накладывается друг на друга, но, поскольку их коды модуляции сигнала различаются, они могут быть дифференцированы аппаратно-программными средствами приёмника.
При кодовой модуляции применяется техника расширения спектра с множественным доступом. Она позволяет увеличить пропускную способность при неизменной мощности сигнала. Передаваемые данные комбинируются с более быстрым шумоподобным псевдослучайным сигналом с использованием операции побитового взаимоисключающего ИЛИ (XOR). На изображении ниже показан пример, демонстрирующий применение метода для генерации сигнала. Сигнал данных с длительностью импульса {\displaystyle T_{b}} комбинируется при помощи операции XOR с кодом сигнала, длительность импульса которого равна {\displaystyle T_{c}} (зам: ширина полосы пропускания пропорциональна {\displaystyle 1/T}, где {\displaystyle T} = время передачи одного бита), следовательно ширина полосы пропускания сигнала с данными равна {\displaystyle 1/T_{b}} и ширина полосы пропускания получаемого сигнала равна {\displaystyle 1/T_{c}}. Так как {\displaystyle T_{c}} много меньше {\displaystyle T_{b}}, ширина полосы частот получаемого сигнала намного больше, чем таковая оригинального сигнала передаваемых данных. Величина {\displaystyle T_{b}/T_{c}} называется фактором распространения или базой сигнала и определяет в известной мере верхний предел числа пользователей, поддерживаемых базовой станцией одновременно.

## Преимущества
- Гибкое распределение ресурсов. При кодовом разделении нет строгого ограничения на число каналов. С увеличением числа абонентов постепенно возрастает вероятность ошибок декодирования, что ведёт к снижению качества канала, но не к отказу обслуживания.
- Более высокая защищённость (скрытность) каналов. Выделить нужный канал без знания его кода весьма трудно. Вся полоса частот равномерно заполнена шумоподобным сигналом.
- Телефоны CDMA имеют меньшую пиковую мощность излучения и потому позволяют более экономно расходовать батарею.

## Эволюция систем сотовой связи, использующих технологию CDMA

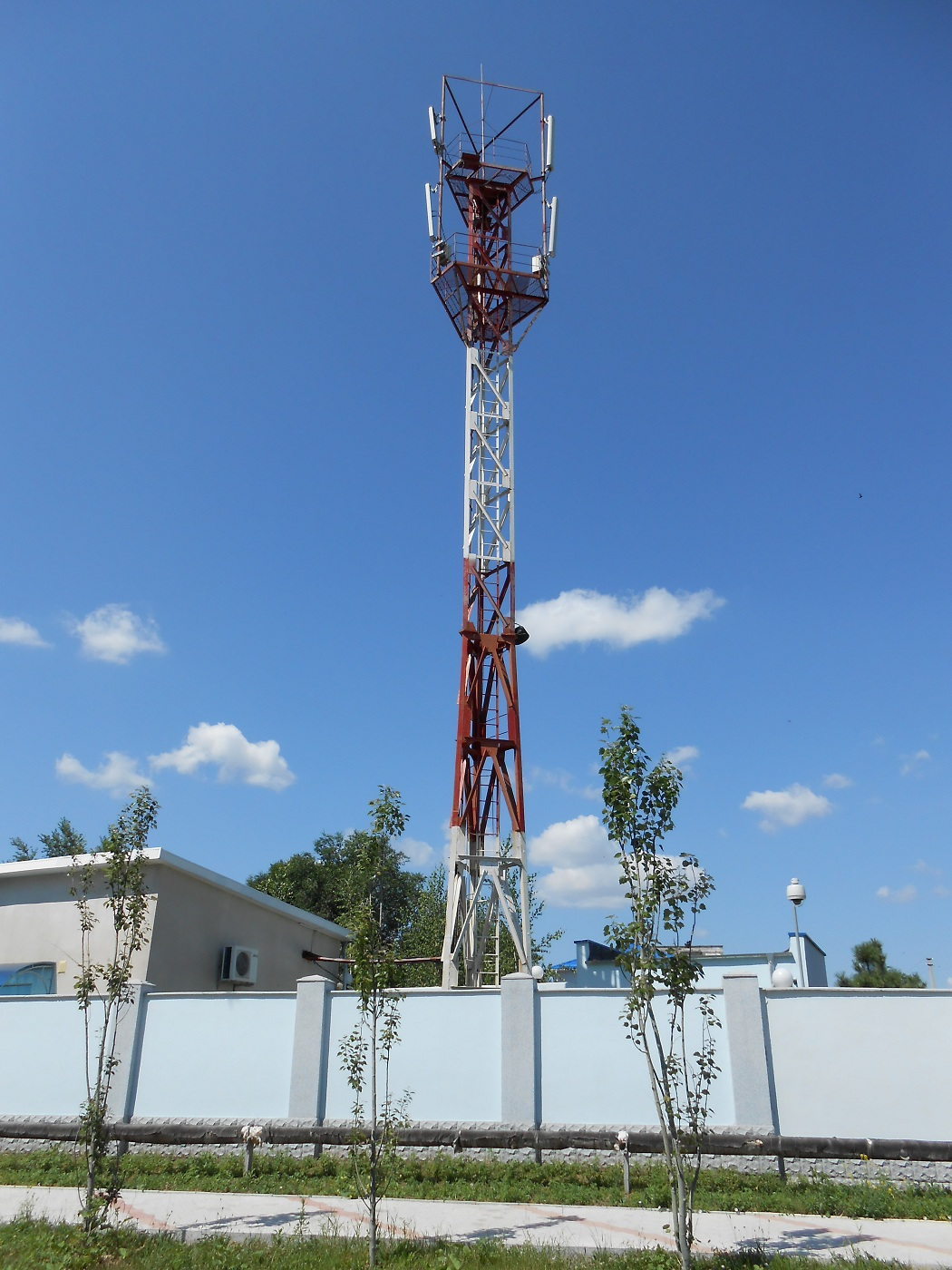
Башня сотовой связи CDMA

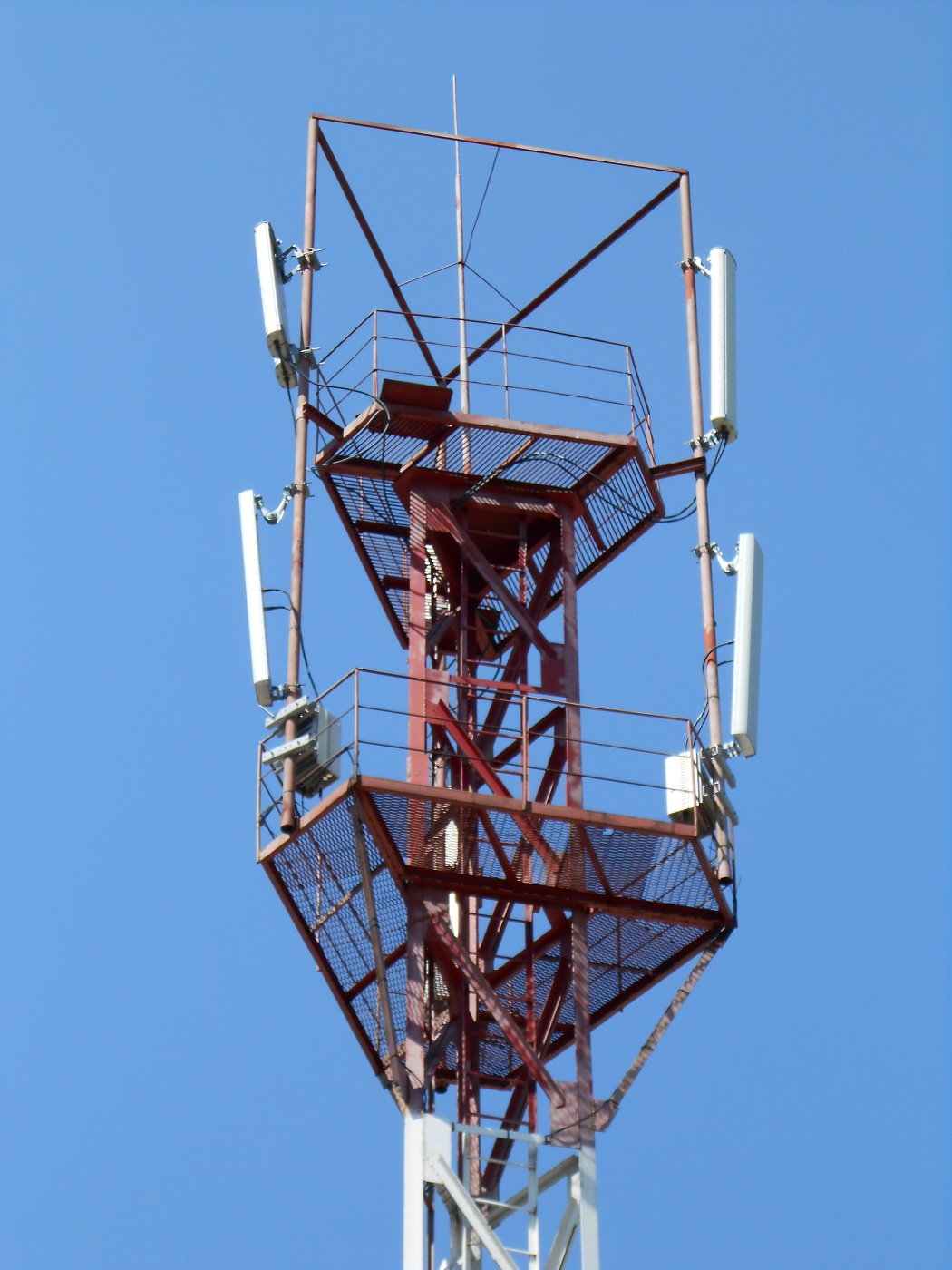
Сотовые панельные антенны на башне

Технология множественного доступа с кодовым разделением каналов известна давно. В СССР первая работа, посвящённая этой теме, была опубликована ещё в 1935 году Д. В. Агеевым в работе «Кодовое разделение каналов». В ней было показано, что при использовании линейных методов возможны три вида разделения сигналов: частотное, временное и компенсационное (по форме).
Технология кодового разделения каналов CDMA, благодаря высокой спектральной эффективности, является радикальным решением дальнейшей эволюции сотовых систем связи.
CDMA2000 является стандартом 3G в эволюционном развитии сетей cdmaOne (основанных на IS-95). При сохранении основных принципов, заложенных версией IS-95A, технология стандарта CDMA непрерывно развивается.
Последующее развитие технологии CDMA происходит в рамках технологии CDMA2000.
При построении системы мобильной связи на основе технологии CDMA2000 1Х первая фаза обеспечивает передачу данных со скоростью до 153 кбит/с, что позволяет предоставлять услуги голосовой связи, передачу коротких сообщений, работу с электронной почтой, интернетом, базами данных, передачу данных и неподвижных изображений.
Переход к следующей фазе CDMA2000 1X EV-DO Rev. 0 происходит при использовании той же полосы частот 1,25 МГц, скорость передачи — до 2,4 Мбит/с в прямом канале и до 153 кбит/с — в обратном, что делает эту систему связи отвечающей требованиям 3G и даёт возможность предоставлять самый широкий спектр услуг, вплоть до передачи видео в режиме реального времени.
Следующей фазой развития стандарта в направлении увеличения сетевой ёмкости и передачи данных является 1XEV-DO Rev A: передача данных со скоростью до 3,1 Мбит/с по направлению к абоненту и до 1,8 Мбит/с — от абонента. Операторы смогут предоставлять те же услуги, что и на базе Rev. 0, а, кроме того, передавать голос, данные и осуществлять широковещание по IP сетям. В мире уже есть несколько таких действующих сетей.
Разработчики оборудования CDMA связи запустили[когда?] новую фазу — 1XEV-DO Rev B, — с целью достигнуть следующих скоростей на одном частотном канале: 4,9 Мбит/с к абоненту и 1,8 Мбит/с от абонента. К тому же будет обеспечиваться возможность объединения нескольких частотных каналов для увеличения скорости. Например, объединение 15 частотных каналов (максимально возможное количество) позволит достигать скоростей 73,5 Мбит/с к абоненту и 27 Мбит/с от абонента. Применение таких сетей — улучшенная работа чувствительных к временным задержкам приложений типа VoIP, Push to Talk, видеотелефонии и сетевых игр.
Основными компонентами коммерческого успеха системы CDMA2000 являются более широкая зона обслуживания, высокое качество речи (практически эквивалентное проводным системам), гибкость и дешевизна внедрения новых услуг, высокая помехозащищённость, устойчивость канала связи от перехвата и прослушивания.
Также немаловажную роль играет низкая излучаемая мощность радиопередатчиков абонентских устройств. Так, для систем CDMA2000 максимальная излучаемая мощность составляет 250 мВт.
Для сравнения: в системах GSM-900 этот показатель равен 2 Вт (в импульсе, при использовании GPRS+EDGE с максимальным заполнением; максимум при усреднении по времени при обычном разговоре — около 200 мВт). В системах GSM-1800 — 1 Вт (в импульсе, средняя чуть меньше 100 мВт).